# Badische XIII (alt)
Die Lokomotiven der Gattung XIII, ab 1868 I a, der Großherzogliche Badischen Staatsbahn waren zwei Dampflokomotiven, die für die Bahnstrecke Lahr–Lahr Stadt angeschafft wurden.

## Geschichte
Aufbauend auf die durch die Maschinenbau-Gesellschaft Karlsruhe gesammelten Erfahrungen mit zweifach gekuppelten Lokomotiven bestellte die Badische Staatsbahn für die 1865 eröffnete Bahnstrecke vom Bahnhof Dinglingen (später Lahr) nach Lahr zwei kleine derartige Lokomotiven. Die Maschinen mit den Fabriknummern 258 und 259 erhielten die Bahnnummern 174 und 175 und die Namen SCHOENBERG und SCHWAN. Bis 1907 wurden beide Lokomotiven ausgemustert.

## Konstruktive Merkmale
Die Lokomotiven besaßen einen innenliegenden Kastenrahmen aus 12 mm starkem Blech. In den Bereichen vor und hinter den Kuppelachsen waren zwei Speisewasserkästen angeordnet.
Der Cramptonkessel besaß einen Dampfdom auf dem hinteren Kesselschuss. Der Dampfdom besaß die typische Verzierung mit Messingbändern. Er besaß zwei Federwaagenventile. Ein Trockenrohr verband den Dampfdom mit einem Gussaufsatz. Von diesem führten außenliegende Rohre zu den Dampfzylindern. Die Kesselspeisung erfolgte durch zwei liegende Injektoren. Der zylindrische Schornstein wurde später durch eine schwach konische Bauform ersetzt.
Das Zweizylinder-Nassdampftriebwerk war außenliegend angeordnet. Die waagerecht angeordneten Zylinder arbeiteten auf die hintere Achse. Die Schieberkästen waren über den Zylindern. Die Stephenson-Steuerung besaß Gegenkurbeln und eine obenliegende Steuerwelle. Die Federung der Achssätze erfolgte durch über den Achsen liegende Blattfedern.
Der Kohlenhälter befand sich vor dem Führerstand. Das Führerhaus hatte keine Seitenwände. Nach vorn und nach hinten hatte es jeweils drei Fenster. Anfänglich verfügte die Lokomotiven über vier Sandkästen hinter den Rädern, die die vordere Achse von vorn und die hintere Achse von hinten sandeten. Später wurde ein zentraler Sandkasten auf dem Kessel angeordnet, der auch die vordere Achse von hinten sandete.
Die Spindelbremse wirkte beidseitig auf die Kuppelräder.